# Io语言
Io语言是一门计算机高级编程语言，其发展历史并不长，2002年3月7日由Steve Dekorte研发出来。 Io语言因为没有关键字，因而很容易进行扩展，并很灵活。

## 特点
Io语言并非主流编程语言，但其学习价值和启发价值都很高。这门语言吸收了LISP、Lua、Smalltalk等语言的特点。
Io语言是纯面向对象的原型继承语言，它的创造过程是综合了Smalltalk、Self、NewtonScript、Act1、LISP和Lua等语言的特点；
Io语言主要吸取了这些语言的如下特点：
- Smalltalk，所有的变量均为对象、所有的消息都是动态的。
- Self，基于原型的面向对象设计。
- NewtonScript，差异化继承。
- Act1，并发行为和特征。
- LISP，代码是运行时间可内省/可修改的树。
- Lua，小巧且具有可嵌入能力。

## 历史
Io语言大约是由Steve Dekorte在2002年3月7日创造的，创造初衷则是Steve Dekorte为了帮助他的朋友Dru Nelson，改造另一门称作“Cel”的语言，Steve Dekorte发现自己对编程语言的原理并不是很了解，于是决定写一个简单的语言，来帮助自己理解相关的问题。

## 语法
在它的最简单形式下，它可以构成自一个单一标识符：
```
 
doStuff

```

假定上述doStuff是一个方法，它被以零个实际参数来调用，因而不需要显式的圆括号。
如果doStuff有实际参数，它可能如下这样调用：
```
 
doStuff
(
42
)

```

### 消息
Io是一种消息传递语言，因为在Io中所有东西都是一个消息（不包括注释），每个消息都被发送给一个接收者。上述例子展示的并不完全。要更好的描述这一点，请看下面的例子：
```
 
System
 
version

```

这个例子展示了Io中的消息传递，version消息被发送到System对象。

### 运算符
运算符是特殊情况，这里的语法不像上述例子那样业已定型。Io的解析器检视由解释器定义的一组运算符，并把它们转译成方法调用，例如：
```
 
1
 
+
 
5
 
*
 
8
 
+
 
1

```

被转译成：
```
 
1
 
+
 
(
5
 
*(
8
))
 
+(
1
)

```

在Io中所有运算符都是方法，它们不需要显式圆括号的事实是一种方便。如你所见，这里仍存在一点运算符优先级，它们同于C运算符优先级。

### 对象
新对象是通过克隆其他对象来创建的。特别是在Io中，一个新的空对象在创建后，其中只保存了与其父对象的不同之处，这种行为被称为差别继承。下面是一个例子：
```
 
A
 
:=
 
Object
 
clone
         
// 创建一个新的空对象，命名为"A"

```

### 方法和块
在Io语言中有两种方法来创建匿名函数：方法和块。这两种方法除了作用域不同外，几乎是没有区别的。块拥有词法作用域，方法拥有动态作用域。方法和块都是高阶函数。

## 示例

### Hello, World!
经典的Hello, World!程序：
```
 
"Hello, world!"
 
println

```

### 非递归的阶乘
Io语言中一个简单的非递归的阶乘方法：
```
factorial
 
:=
 
method
(
n
,

    
if
(
n
 
==
 
0
,
 
return
 
1
)

    
res
 
:=
 
1

    
Range
 
1
 
to
(
n
)
 
foreach
(
i
,
 
res
 
=
 
res
 
*
 
i
)

)

```

由于将res * i赋值给res是方法的最后一个操作，这个函数会隐式地返回这个结果，因此不需要显式地加上一个返回语句。上面这段代码展示了Range的用法，而没有用for()，后者会更快一些。

## 引用
1. ↑  .   [2023-01-19]. （原始内容存档于2021-01-30）.
2. ↑  .   [2013-08-16]. （原始内容存档于2013-08-06）.
3. ↑  Tate, Bruce. .  1st. Raleigh, North Carolina: Pragmatic Bookshelf. 2010: 60, 72. ISBN 978-1934356593.